# АЭС Фицпатрик
АЭС Фицпатрик (англ. James A. FitzPatrick Nuclear Power Plant) — действующая атомная электростанция на северо-востоке США.
Станция расположена на побережье озера Онтарио в округе Осуиго штата Нью-Йорк, в 40 милях на север от города Сиракьюс, в непосредственной близости от АЭС Найн-Майл-Пойнт.
Названа в честь Джеймса Энтони Фицпатрика (1916—1988), американского юриста и политика штата Нью-Йорк, члена законодательной ассамблеи штата (1947—1956) от Республиканской партии, председателя совета по энергетике штата Нью-Йорк (1963—1977). Именем Дж. Э. Фицпатрика АЭС названа в 1975 году, ещё при его жизни.
2 ноября 2015 года управляющая компания Entergy Corporation объявила о намерении закрыть АЭС Фицпатрик, так как её эксплуатация становилась слишком дорогостоящей. Прибыль атомной отрасли была ограничена коммунальными предприятиями, которые покупали более дешёвую энергию у газовых электростанций. В 2016 году правительство штата Нью-Йорк приняло законопроект о субсидировании АЭС, чтобы сохранить их прибыльность при конкуренции с природным газом, после чего компания Exelon согласилась выкупить станцию. Передача АЭС новому владельцу была официально завершена 31 марта 2017 года.

## Информация об энергоблоках
| Энергоблок | Тип реакторов       | Мощность | Мощность | Начало строительства | Физпуск    | Подключение к сети | Ввод в эксплуатацию | Закрытие |
| Энергоблок | Тип реакторов       | Чистый   | Брутто   | Начало строительства | Физпуск    | Подключение к сети | Ввод в эксплуатацию | Закрытие |
| ---------- | ------------------- | -------- | -------- | -------------------- | ---------- | ------------------ | ------------------- | -------- |
| Фицпатрик  | BWR, BWR-4 (Mark 1) | 813 МВт  | 849 МВт  | 01.09.1968           | 17.11.1974 | 01.02.1975         | 28.07.1975          | —        |